# 11111 Repunit
11111 Repunit è un asteroide della fascia principale. Scoperto nel 1995, presenta un'orbita caratterizzata da un semiasse maggiore pari a 2,9418107 UA e da un'eccentricità di 0,1018469, inclinata di 3,39067° rispetto all'eclittica.
L'asteroide è dedicato al termine usato nella matematica ricreativa per indicare un numero, proprio come 11111, contenente solo la cifra 1. Il termine Repunit deriva dall'inglese repeated unit, "unità ripetuta", ed è stato coniato nel 1964 da Albert H. Beiler. L'asteroide fu battezzato così su suggerimento di Jean Meeus.